# Oporinia autumnata
Oporinia autumnata là một loài bướm đêm trong họ Geometridae.